# Racopilum ornithopodioides
Racopilum ornithopodioides là một loài rêu trong họ Racopilaceae. Loài này được (Brid.) Lindb. mô tả khoa học đầu tiên năm 1868.